# Río Chiquito (vattendrag i Honduras, Departamento de Olancho, lat 15,58, long -85,75)
Río Chiquito är ett vattendrag i Honduras.   Det ligger i departementet Departamento de Olancho, i den centrala delen av landet, 230 km nordost om huvudstaden Tegucigalpa.